# 잉크 트랩

잉크 트랩(ink trap)은 작은 크기로 인쇄하도록 설계된 특정 글꼴의 기능이다. 잉크 트랩에서는 모서리나 세부 사항이 문자 양식에서 제거된다. 활자가 인쇄되면 잉크가 자연스럽게 제거된 영역으로 퍼진다. 잉크 트랩이 없으면 과도한 잉크가 바깥쪽으로 스며들어 선명한 가장자리가 손상된다.
잉크 트랩은 작은 포인트 크기에만 필요하며 일반적으로 신문용지용으로 설계된 서체에서만 찾을 수 있다. 이런 종류의 글꼴은 광고나 전화번호부에 적용할 수 있다. 잉크 트랩이 있는 서체는 화면에 표시하거나 더 큰 크기로 표시하기 위해 잉크 트랩이 없는 버전으로 제공될 수 있다.
잉크 트랩이 적용된 서체로는 Retina, Bell Centennial, Tang 등이 있다.